# ساختار پروتئین

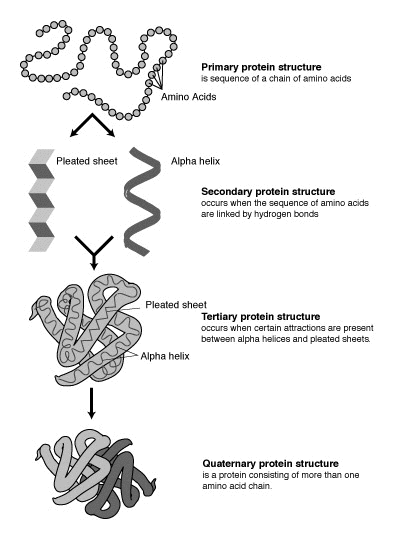
ساختار پروتیینی می تواند به دو شکل دچار پیچ خوردگی شود 1. مارپیچ آلفا 2. صفحات بتا یا صفحات چین دار بتا

ساختار پروتئین، به ساختاری گفته می‌شود که پروتئین به خود می‌گیرد.  پروتئین دارای چند ساختار است.
ساختار اول:
تعداد و نوع ترتیب قرار گرفتن آمینو اسیدها در زنجیر پلی پپتیدی.
ساختار دوم:
آلفا هلیکس 
بیتا شیت
آلفا هلیکس : چرخیدن آمینو اسیدها به دور محور فرضی.
بیتا شیت: بالا و پایین کشیده شدن آمینو اسیدها نظر به تفاوت چارج به صورت صفحه ای.
ساختار سوم:
دیدن پروتئین به‌شکل خطی هم‌زمان با ساختار یک و دو ساختار سومی.
ساختار چهارم:
دیدن هم‌زمان چند رشته پلی پپتیدی ساختار چهارم.

## ساختار اول (رشته ای)
به توالی پروتئین که به صورت رشته‌ای از اسیدهای آمینه می‌باشد گفته می‌شود. این پروتئین‌ها پلیمرهایی خطی از اسیدهای آمینه هستند که با پیوند پپتیدی بهم متصل شده‌اند.

## ساختار دوم (دونوع هستند)
به نظم‌های موضعی گفته می‌شود که پروتئین در حین تاشدگی به خود می‌گیرد. ساختار دوم پروتنئین‌ها خود به چند دسته تقسیم می‌شود:

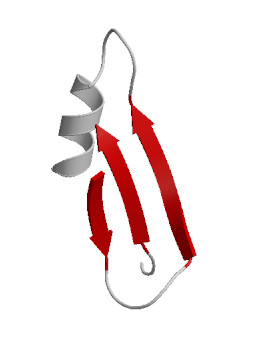
ساختار دوم قسمتی از یک پروتئین؛ مارپیچ آلفا به رنگ خاکستری و صفحه بتا به رنگ قرمز نمایش داده شده

- مارپیچ آلفا ساده‌ترین و انعطاف‌پذیرترین ترتیب، کنفرماسیونی مارپیچی و راست گرد بوده به نام مارپیچ آلفا. مارپیچ آلفا یکی از ساختارهای دوم رایج در پروتئین‌هاست. مارپیچ آلفا یک مارپیچ راستگرد است که ساختار آن هر۵.۴ آنگستروم یکبار تکرار می‌شود. در هر دور مارپیچ آلفا، ۳.۶ اسید آمینه وجود دارد. یعنی هر ۱.۵ آنگستروم یک اسید آمینه در طول مارپیچ آلفا قرار می‌گیرد. هر گروه کربوکسیل و آمین در مارپیچ آلفا با اسید آمینه‌ای با فاصله چهار تا از خود، دارای باند هیدروژنی می‌باشد و این الگو در سراسر مارپیچ، غیر از چهار اسیدآمینه در دو انتهای آن تکرار شده‌است. پروتئین‌های که به شکل مارپیچ الفا هستند به پروتئین‌های فنری نیز معروفند.
- صفحه‌های بتا: ساختار صفحه‌های بتا، ساختار دوم بسیارکشیده و چین‌دار می‌باشد. یکی از تفاوت‌های مهم صفحه‌های بتا با مارپیچ آلفا این است که اسیدآمینه‌هایی که معمولاً در ساختار اول زنجیره پروتئینی با فاصله زیاد از هم قرارگرفته‌اند، برای تشکیل این ساختار در مجاورت یکدیگر قرار می‌گیرند بنابراین صفحه‌های بتا تمایل به سختی داشته و انعطاف‌پذیری ناچیزی دارند. پیوندهای هیدروژنی بین‌رشته‌ای که میان گروه‌های CO یک رشته بتا و NH رشته بتای مجاور ایجاد می‌شوند، به صفحات بتا پایداری می‌بخشند و باعث می‌شوند که این صفحات ظاهری زیگزاگ داشته باشند.

## ساختار سوم (کروی)
حالت سه‌بعدی که پروتئین بعد از پیچش به خود می‌گیرد گفته می‌شود که در آن با تاخوردگی بیشتر،صفحات و مارپیچ‌های ساختار دوم به صورت کروی در می آیند.
در ساختمان نوع سوم برخلاف پروتئین‌های رشته ای، زنجیره پلی پپتیدی روی خود پیچ و تاب خورده و ایجاد ساختمان کروی را می‌کند . همه ی پروتئین‌های سلولی همانند انزیم‌ها، پروتئین‌های حامل، تغذیه ای، غشایی و غیره دارای چنین ساختمانی می‌باشند
این نوع پیچش ، پیچشی حد مابین پیچش در نوع دوم و چهارم می‌باشد.
به این نوع ساختار "پیچیده" یا همان "کمپلکس" می گویند.
خصوصیات مشترک پروتئین های کروی شامل:فضای داخل پروتئین ها کوچک است-گروه های غیر قطبی به سمت داخل مولکول واقع هستند-و گروه های قطبی در سمت خارج سلول واقع هستند.

## ساختار چهارم (فضایی)
نحوه قرار گیری زیر واحدها کنار هم ساختار ۴ را شکل میدهد. حالت قرارگیری چند پروتئین در فضا کنار یکدیگر. بیشتر پروتئین‌ها از پیوند زنجیرهای پلی پپتیدی مشابه یا متفاوت ساخته شده‌اند، اتصال بین زنجیرها توسط پیوندهای ضعیف تری برقرار می‌گردد. این ساختارترتیب قرارگرفتن زیر واحدهای یک پروتئین را شرح می‌دهد و نقش مهمی در توضیح چگونگی شرکت پروتئین در واکنش‌های شیمیایی دارد.
به این توجه داشته باشید که در ساختار سوم یا همان ساختار کمپلکس فقط یک پروتئین به دور خود می پیچد ولی در ساختار چهارم چند پروتئین به دور هم میپیچند. برای ساختار چهارم می‌توان پروتئین گلوتن در گندم را نام برد که از اتصال دو پروتئین گلیادین و گلوتنین تشکیل شده‌است و  هموگلوبین که در حمل گاز های تنفسی نقش دارد. الزاما هر پروتئینی این ساختار را ندارد.

## روش‌های تعیین ساختار پروتئین
کشف ساختار سوم و چهارم یک پروتئین راهنمای بسیار مهمی برای تعیین کارکرد این پروتئین است. از روش‌های معمول می‌توان به پراش اشعه ایکس و تشدید مغناطیسی هسته اشاره کرد.